# Катинон
Катинонът (известен също като β-кетоамфетамин) е алкалоид, активна съставка в растението Catha edulis. Това е амфетаминоподобен стимулант, който предизвиква леко психическо пристрастяване.
Катинонът е нестабилен и поради тази причина растението трябва да се консумира прясно. Ако то не е било съхранявано в хладилник за 48 часа, листата ще съдържат само катин.

## История

### Изолация и идентификация
Catha edulis традиционно се отглежда на Сомалийския и на Арабския полуостров. Обикновено листата се дъвчат за еуфоричен ефект. Търсенето на активната съставка довежда до идентифицирането на катина като преобладаващия алкалоид в растението през 30-те години на XX век. Катинът тогава се смята за най-активния компонент в растението. Той има и подобна структура. Въпреки това през 60-те години се оказва, че количеството катин в листата е твърде малко, за да бъде отговорно за интензивността на еуфоричния ефект. През 1975 г. катинонът е открит в листата на екземпляр от Йемен, Кения и Мадагаскар. За учените той се превръща в претендент за истинското активно вещество. Това е потвърдено и в проучване през 1994 г.

### Културно значение
Повече от 20 милиона души на Арабския полуостров и Източна Африка дъвчат листата на растението всеки ден. Тази практика е важна част както от културата, така и от икономиката на тази област, особено в Етиопия (откъдето се твърди, че произхожда), Кения, Джибути и Йемен. Някои работници, изкарващи си прехраната с физически труд, го консумират следобед, за да се борят с глада и умората с напредването на деня. Катинонът има подобна функция против умора като кофеина. За да се наблюдава желаният ефект, листата трябва да са възможно най-пресни.
В Йемен отглеждането на Catha edulis е много печеливша дейност за фермерите. Качеството на крайния продукт е силно зависимо от климата.

## Биологични аспекти
Растението се е използвало като антидепресант заради усещането за щастие, свързано с дъвченето, но може да доведе до пристрастяване, както показват експерименти с животни. Дългосрочните ефекти включват пародонтоза, рак на устната кухина, сърдечно-съдови заболявания и депресия. Симптомите на абстиненция включват: горещи вълни, летаргия и силно желание за наркотика поне през първите два дни.

### Механизъм на действие
Ефектът на катинона се основава на взаимодействието му с редица процеси в централната нервна система: стимулира се отделянето на допамин и се предотвратява резорбцията на адреналин, норадреналин и серотонин.
Всички тези невротрансмитери принадлежат към моноамините и имат общ ароматен пръстен и аминогрупа, всеки отделен от мост от 2 въглеродни атома.
Катинонът е хидрофобно вещество. Поради тази причина може лесно да преминава през клетъчните структури. Следователно кръвно-мозъчната бариера не представлява проблем за катинона. Това последно свойство позволява на катинона да влияе върху транспорта на моноаминови невротрансмитери.
Катинонът може да блокира реагиращите на адреналин рецептори в периферната нервна система, както и контракцията на гладката мускулатура.

### Фармакология
Около 2 – 3 часа след дъвченето на листата се достига максимална концентрация на катинон в кръвната плазма. От общото количество катинон максимум 7% се откриват в урината. Това означава, че катинонът се разгражда в тялото.

## Катинони
Химическата структура на катинона формира основата на група моноаминови алкалоиди като меткатинон, MDPV, мефедрон, 3-MMC, метилон и бупропион.